# Гідролаг
Гідролаг (Hydrolagus) — рід риб родини химерових. 3 види відомі з Північної Атлантики, 4-5 видів — з вод Японії, 3 види — з вод Австралії і по одному виду — від Південної Африки, Нової Зеландії, Філіппін, Гавайських островів і від північно-західного узбережжя Північної Америки.

## Види
- Hydrolagus affinis  (de Brito Capello, 1868)
- Hydrolagus africanus  (Gilchrist, 1922)
- Hydrolagus alberti  Bigelow & Schroeder, 1951
- Hydrolagus alphus  Quaranta, Didier, Long & Ebert, 2006
- Hydrolagus barbouri  (Garman, 1908)
- Hydrolagus bemisi  Didier, 2002
- Hydrolagus colliei  (Lay & Bennett, 1839) — Гідролаг американський
- Hydrolagus deani  (Smith & Radcliffe, 1912)
- Hydrolagus eidolon  (Jordan & Hubbs, 1925)
- Hydrolagus homonycteris  Didier, 2008
- Hydrolagus lemures  (Whitley, 1939)
- Hydrolagus lusitanicus  Moura, Figueiredo, Bordalo-Machado, Almeida & Gordo, 2005
- Hydrolagus macrophthalmus  de Buen, 1959
- Hydrolagus marmoratus  Didier, 2008
- Hydrolagus matallanasi  Soto & Vooren, 2004
- Hydrolagus mccoskeri  Barnett, Didier, Long & Ebert, 2006
- Hydrolagus melanophasma  James, Ebert, Long & Didier, 2009
- Hydrolagus mirabilis  (Collett, 1904)
- Hydrolagus mitsukurii  (Jordan & Snyder, 1904)
- Hydrolagus novaezealandiae  (Fowler, 1911)
- Hydrolagus ogilbyi  (Waite, 1898)
- Hydrolagus pallidus  Hardy & Stehmann, 1990
- Hydrolagus purpurescens  (Gilbert, 1905)
- Hydrolagus trolli  Didier & Séret, 2002
- Hydrolagus waitei  Fowler, 1907